# Сант'Ермете (Савона)
Сант'Ермете је насеље у Италији у округу Савона, региону Лигурија.
Према процени из 2011. у насељу је живело 941 становника. Насеље се налази на надморској висини од 55 м.